# Nele D'Haene
Nele D'Haene (Wevelgem, 13 februari 1960) is een wielrenster uit België.
In 1977 en 1978 werd D'Haene tweede op het Belgisch kampioenschap wielrennen voor dames nieuwelingen/junioren.
In 1987 en 1989 stond ze bij het Belgisch kampioenschap tijdrijden voor dames elite op het podium.
In 1980 en 1984 werd D'Haene nationaal kampioene op de weg bij de elite.